# Club Baloncesto Tizona
El Club Baloncesto Tizona (también conocido por motivos de patrocinio como Grupo Ureta Tizona Burgos y anteriormente como Club Baloncesto Atapuerca) es un equipo profesional de baloncesto de Burgos, Castilla y León que compite en el Polideportivo Municipal El Plantío, en la liga LEB Oro.

## Historia
Autocid Ford Burgos nace en 1997 a partir de la cantera del C. D. Maristas de Burgos, jugando en ligas inferiores hasta la temporada 98-99 en la que consigue el ascenso a la liga EBA

### EBA
Durante tres años el equipo compite en la categoría, independizándose el club en el año 2001 y pasándose a llamar C. B. Atapuerca. Durante este tiempo se obtuvieron excelentes resultados basándose en una filosofía de jugadores de la casa. En la temporada del debut (1999/2000) se compitió en el grupo A y se logró un meritorio 6.º puesto. En la 2000/2001 se cambia de grupo, pasando al B. Gracias a la experiencia adquirida y a la continuidad del bloque se concluye la liga regular en 2.º puesto, a una victoria por detrás del primer clasificado que se decidió ante casi 2.000 espectadores en el Polideportivo Municipal El Plantío. Este hecho llevó al equipo a disputar la Final a 8 en Pamplona en la que se pasó la ronda de octavos de final contra el Inelga gallego, la de cuartos frente a la U.D. Villanueva y se cedió en semifinales ante la Gramanet Condis, principal favorito, por 4 puntos. Tras ese excelente año algunas de las principales bazas del equipo se vieron tentados por suculentas ofertas. Con esto, la temporada 2001/2002 no fue tan exitosa aunque dejó un gran sabor de boca con una quinta plaza en el mismo grupo.

### LEB-2
Tres años en la Liga EBA parecían suficientes para un club con ansias de crecer. Es por ello que tras la renuncia de varios equipos a la Liga LEB-2, categoría superior a la EBA, el C.B. Atapuerca recibe una invitación para tomar parte en ella. De esta manera se sube un peldaño más y, a pesar de la ilusión y ganas del equipo, el club y los aficionados, la inexperiencia y los desafortunados finales apretados pasan factura. El equipo se ve abocado a jugar el playoff de descenso al quedar clasificado en el puesto 13 (de 16). En una serie al mejor de 5 partidos, que presenciaron más de 2.000 espectadores de media, el Cerámicas Leoni de Castellón se llevó el gato al agua por 1-3, significando esto el regreso a la EBA.
Pero nuevamente surge la oportunidad de mantenerse en LEB-2 ante la renuncia de equipos como el FC Barcelona B. El CB Atapuerca acepta la propuesta y plantea una temporada con nuevos retos. Los playoffs de ascenso son el nuevo objetivo. Tras configurar una buena plantilla que giraba en torno a un "crack" muy querido por la afición como Tony Smith, el equipo se mantiene en la primera posición de la tabla durante 23 de las 26 jornadas de liga y consigue la clasificación para la Copa LEB-2 que se disputaría en Logroño con el Caja Rioja como anfitrión, siendo precisamente estos últimos los vencedores finales.
En Liga y tras concluir terceros, quedando empatados los 4 primeros equipos a victorias y derrotas, se disputa el playoff de ascenso. En cuartos de final el rival es el CB Galicia Ferrol, un equipo con mucha historia en la categoría. De la mano de casi 2200 espectadores el CB Atapuerca se lleva la eliminatoria por 3-1. En semifinales toca el Aguas de Calpe, uno de los favoritos a subir de categoría. Y su favoritismo se hizo patente en la cancha, donde vencieron por un global de 3-1, dejando a la ciudad de Burgos sin ese sueño de llegar a LEB.
En la temporada 04 / 05, tras quedar primeros en la fase regular batiendo el récord de victorias en la historia de la LEB-2, el equipo volvió a caer en semifinales frente Alcudia - Aracena. Esa temporada se consiguió la Copa LEB-2 en Gandía.
El club consiguió el ascenso a LEB en la temporada 05/06: 1.º en liga regular con 6 victorias consecutivas en los play-offs y campeón en la final frente a Gandía. Hay que añadir además el título de Copa LEB-2 en Pontevedra frente a CAI Huesca.

### LEB Oro
En su primer año en LEB (06/07), el equipo notó el cambio de categoría y sufrió para conseguir la permanencia, lográndola en el último partido de liga contra el Hospitalet, evitando así jugar el playoff de descenso y acabando 15.º en la clasificación.
En la temporada 07/08, la competición cambió de nombre a LEB Oro y el CB Atapuerca siguió su proceso de asentamiento en la categoría, acabando en 11.º puesto, evitando de nuevo el descenso.
Pero fue en la temporada 08/09 donde las cosas empezaron a cambiar gracias a la llegada del técnico Andreu Casadevall, el cual consiguió la primera Copa Castilla y León para el club y meter por primera vez en su historia al equipo en el playoff por el ascenso, al terminar la temporada en 9.ª posición. Pero el sueño duró poco, ya que el equipo cayó en su serie de cuartos de final contra Alicante Costablanca.
El gran paso adelante de la temporada anterior, siguió en la temporada 2009/10, donde el equipo estuvo luchando toda la temporada en los puesto de cabeza, consiguiendo un meritorio 5.º puesto finalmente que volvía a otorgarle una plaza para luchar por el ascenso. Pero la gran temporada del equipo no iba a acabar ahí, ya que en la primera ronda de los playoff acabaría contra todo pronóstico con Cáceres 2016 y en semifinales haría lo propio con Melilla Baloncesto. En la final contra ViveMenorca, el equipo balear acabó llevándose el gato al agua en una emocionantísima serie (3-2) que debió decidirse en el 5.º y último partido, alejando así al Autocid Ford Burgos de su sueño de ascender a la ACB.
En la campaña 2010/11 y tras el éxito de la anterior, el Autocid acabó 3.º en la clasificación, clasificándose así por tercera vez para los playoff de ascenso. En una durísima primera ronda, los burgaleses vencieron al Grupo Iruña Navarra 3-1, pasando a la segunda ronda en la que vencerían más fácilmente al CB Girona por 3-0. En la final esperaba uno de los grandes favoritos al ascenso, el Obradoiro, el cual logró resolver la eliminatoria por 3-1 en el 4.º partido de la serie disputado en Burgos, consiguiendo así volver a la ACB junto al campeón de la liga y ascendido automáticamente CB Murcia.
En la campaña 2011/12 Autocid partía como uno de los favoritos al ascenso directo, pero dicho ascenso fue conseguido finalmente por el Iberostar Canarias. A pesar de tener una temporada irregular, el Autocid Ford Burgos consiguió clasificarse por primera vez para la Copa Príncipe de Asturias de la cual fue subcampeón y de terminar la temporada en 2.ª posición finalmente, consiguiendo así la ventaja de campo para todas las eliminatorias de ascenso a ACB. 
Pero la andadura por el playoff fue corta, cayendo contra el Cáceres Patrimonio de la Humanidad en una durísima primera ronda por 2-3, terminando así la temporada para el conjunto burgalés.
En la temporada 2012/2013 Autocid volvía a estar en todas las quinielas para el ascenso y gracias a una gran primera vuelta consiguió quedar 1.º lo que le hizo acoger la Copa Príncipe de Asturias, la cual ganó ante el 2.º clasficado River Andorra. La segunda vuelta fue un continuo mano a mano entre estos dos equipos, llegándose a la penúltima jornada de liga regular con Andorra 1.º y Burgos 2.º y teniendo que enfrentarse entre ellos en la última jornada en un duelo fratricida del que el ganador saldría campeón. Autocid se impuso en este último partido de liga a River Andorra, consiguiendo así la 1.ª plaza definitivamente y el ascenso directo a Liga ACB por primera vez en su historia.

### No consecución del ascenso
Pese a haber logrado el ascenso de manera deportiva a la ACB, el Autocid no completó los requisitos económicos para poder jugar en la Liga ACB, lo que obligó al club a continuar un año más en LEB Oro. Para facilitar un futuro ascenso, antiguos directivos del Club junto con otros miembros nuevos , decidieron absorber otra entidad deportiva con pasado ACB con problemas económicos pero con sus derechos ( Canon ) pagados para en un futuro tener el derecho a competir en dicha categoría. Actualmente el C.B. Atapuerca sigue compitiendo en categorías inferiores de las competiciones de la FBCYL.

### C.B. Tizona
Este club nace de las cenizas del C.B. Atapuerca. Autocid Ford Burgos sigue apostando por el baloncesto y patrocina a este nuevo equipo (El Club Baloncesto Tizona fue el equipo puntero de Burgos en los años 70 y 80, pero desapareció). Se crea como una Sociedad Anónima para facilitar la compra de la plaza ACB a cualquier club que previamente haya jugado la máxima categoría, evitando de esta manera tener que pagar los tres millones de euros de canon para entrar en la liga. Durante la temporada 2013/2014 el equipo consiguió su primera Copa Castilla y León y su primer ascenso a la Liga ACB (El 2.º de su patrocinador Autocid Ford Burgos). Una vez más y por tercer año consecutivo no se consiguió el ascenso debido a impedimentos económicos de la Liga Endesa.
La temporada 23-24 estando en LEB Oro, recién ascendido de LEB Plata, el C. B. Tizona logra colocarse en el playoff de ascenso a ACB.

## Campo de juego
Los partidos como local del C.B. Tizona se disputan en el Polideportivo Municipal del Plantío, la que fue la instalación cubierta más emblemática de la ciudad de Burgos, hasta la construcción del nuevo coliseum burgalés. Cuenta con una capacidad máxima de 2.500 espectadores y con una superficie de 9500m2. Los días de encuentros deportivos de especial importancia, el aforo puede aumentar hasta 3150 espectadores gracias a sillas supletorias colocadas en los fondos, a pie de pista, alrededor del anillo central y los llamados "palcos VIP" a pie de pista, donde disfrutan los patrocinadores actuales del equipo, como pescaderías "Mari-Carmen" y ferreterías "El Manitas".
En este estadio se jugó un partido homenaje al recordado Ramón Sampedro, entre los equipos Gamonal Trotters y la Peña Sauki. Con las actuaciones estelares de Álvaro Conesa y Javier Ortega "el Bicho" por parte de la Peña Sauki y la estimable participación de los jugadores del C.B. Tizona: Marcus Vinicus, Peter Lorant e Iván Corrales. El partido acabó con empate a 72 puntos dentro del tiempo ordinario; y, en el tiempo extra, cayo de manos del equipo Gamonal Trotters, tras una penetración y mate del jugador brasilero Marcus Vinicus sobre la cara de "el bicho". Ramona Maneiro (amiga del homenajeado) no estuvo presente por expreso deseo de la familia del homenajeado, aunque se dio lectura de un emotivo mensaje de ella.
En el estadio está colgada con honores la camiseta con el número 8 del jugador más querido del club, Antonio Demetrice Smith, conocido como Tony "Fantasia" o "Pichabrava" Smith.

## Trayectoria
| Temporada              | Categoría    | Nivel        | Puesto       | Balance      | Playoff/Postemporada                  | Copa           | Copa         |
| CB Atapuerca           | CB Atapuerca | CB Atapuerca | CB Atapuerca | CB Atapuerca | CB Atapuerca                          | CB Atapuerca   | CB Atapuerca |
| ---------------------- | ------------ | ------------ | ------------ | ------------ | ------------------------------------- | -------------- | ------------ |
| 2002–03                | LEB II       | 3            | 14.º         | 11–19        | Playout descenso (1–3, no desciende)  |                |              |
| 2003–04                | LEB II       | 3            | 3.º          | 17–9         | Semifinales                           |                |              |
| 2004–05                | LEB II       | 3            | 1.º          | 24–6         | Semifinales                           | Copa LEB2      | C            |
| 2005–06                | LEB II       | 3            | 1.º          | 22–8         | Campeón Ascenso                       | Copa LEB2      | C            |
| 2006–07                | LEB          | 2            | 15.º         | 13–21        |                                       |                |              |
| 2007–08                | LEB Oro      | 2            | 11.º         | 15–19        |                                       |                |              |
| 2008–09                | LEB Oro      | 2            | 9.º          | 18–16        | Cuartos de final                      |                |              |
| 2009–10                | LEB Oro      | 2            | 5.º          | 21–13        | Subcampeón                            |                |              |
| 2010–11                | LEB Oro      | 2            | 3.º          | 26–8         | Subcampeón                            |                |              |
| 2011–12                | LEB Oro      | 2            | 2.º          | 22–12        | Cuartos de final                      |                |              |
| 2012–13                | LEB Oro      | 2            | 1.º          | 22–4         |                                       |                |              |
| Club Baloncesto Tizona |              |              |              |              |                                       |                |              |
| 2013–14                | LEB Oro      | 2            | 2.º          | 27–8         | Campeón                               |                |              |
| 2014–15                | LEB Oro      | 2            | 1.º          | 22–6         | Renuncia a la plaza                   |                |              |
| 2015–16                | 1ª División  | 5            | 1.º          | –            | Ascenso directo                       |                |              |
| 2016–17                | Liga EBA     | 4            | 10.º         | 8–18         |                                       |                |              |
| 2017–18                | Liga EBA     | 4            | 7.º          | 16–14        |                                       |                |              |
| 2018–19                | Liga EBA     | 4            | 2.º          | 23–3         | Campeón (fase de grupos) Ascenso      |                |              |
| 2019–20                | LEB Plata    | 3            | 1.º          | 15–7         | Ascenso                               |                |              |
| 2020–21                | LEB Oro      | 2            | 9.º          | 5–11         | Fase permanencia (5–11) Descenso      |                |              |
| 2021–22                | LEB Plata    | 3            | 4.º          | 16–10        | Octavos de final                      | Copa LEB Plata | C            |
| 2022–23                | LEB Plata    | 3            | 1.º          | 24–2         | Campeón Playoff por el título Ascenso |                |              |
| 2023–24                | LEB Oro      | 2            | 5.º          | 25–9         | Semifinales                           |                |              |
| 2024–25                | Primera FEB  | 2            | 9.º          | 15–19        | Cuartos de final                      | Copa España    | FG           |

## Palmarés

### C. B. Atapuerca
- 1 Liga LEB Oro
- 1 Copa del Príncipe de Asturias de Baloncesto
- 1 Liga LEB-2
- 2 Copa LEB-2
- 2 Copa Castilla y León

### C. B. Tizona
- 1 Liga LEB Oro
- 2 Liga LEB Plata
- 2 Copa Castilla y León
- 1 Copa LEB Plata

### Individual
- Quinteto ideal  Liga LEB Oro 2010/11 - Micah Downs C.B. Atapuerca
- Quinteto ideal Liga LEB Oro 2013/14 - Pep Ortega C.B. Tizona

## Plantilla

### Dorsales retirados
- 8 Tony Smith, B, 2003-2007

## Peñas
- Peña Sauki
- Peña Bochanos
- Peña Colada del Cid
- Peña Andrés Montes Archivado el 24 de enero de 2016 en Wayback Machine.